# Pierre de Casa
Pierre de Casa (?-3 août 1348), prieur général des Carmes, évêque de Vaison-la-Romaine et patriarche de Jérusalem.

## Biographie

### Le quatorzième prieur général des Carmes
Pierre de Casa prit l’habit des Carmes au couvent de Limoges, sa ville natale. Il y enseigna ensuite la philosophie et la théologie. Mais ce furent surtout ses talents d’orateur qui impressionnèrent ses contemporains. Considéré comme l’un des plus grands prédicateurs de son ordre, lors du chapitre général de Barcelone, en 1324, ce bachelier en théologie fut élu provincial d’Aquitaine. En 1330, le chapitre général de Valenciennes le désigna comme quatorzième prieur général de son Ordre.

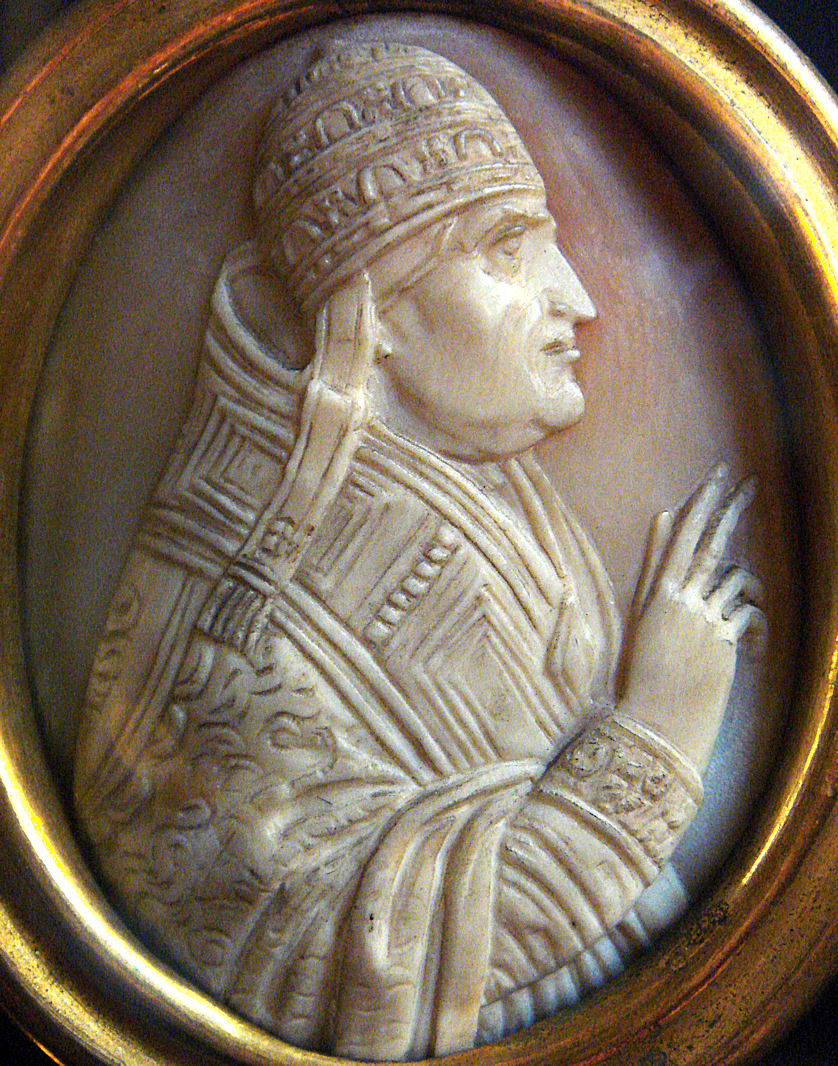
Jean XXII (camée)

### La condamnation de la vision béatifique de Jean XXII
Ayant accédé au grade de docteur en Sorbonne, Pierre de Casa fut amené – fait rarissime – à condamner le pape lors d’une assemblée réunie par le roi Philippe VI de France au château de Vincennes. Ce théologien réputé, méditant jour et nuit la loi du Seigneur, et ses confrères de l’Université de Paris, conformistes gardiens du dogme, ne pouvaient accepter la thèse fort peu orthodoxe de Jean XXII sur la vision béatifique. 
Elle devint aussitôt l’évangile du jour et il y eut une surrection dans l’Église qui ne sut plus à quel saint se vouer. Pierre Roger, futur Clément VI, alors archevêque de Rouen, fut immédiatement dépêché à Avignon par Philippe VI de Valois où il arriva à la fin du mois de février 1332. Fin diplomate, il réussit à faire un prêche devant le pape sans trop le sermonner. Tout le monde apprécia. 

### Le Collège des Carmes à Paris
Le Collège de l’Ordre installé dans la Maison du Lion, rue Sainte-Geneviève, formait des théologiens et des canonistes de renom. Le nouveau couvent de la place Maubert était devenu le grand studium général où séjournaient les étudiants des autres provinces. Sa chapelle fut d’ailleurs consacrée le 16 mars 1333, en présence de Pierre de Casa et de Jeanne d'Évreux, veuve de Charles IV, bienfaitrice de l’ordre carmélitain. Le prieur général, formé à cette école, a laissé trois ouvrages Super sentencias, Super politica Aristoteles et Sermones de tempre, de Beata Virgine et de sanctis que l’abbé Vitrac, en 1779, considérait comme très doctes pour leur temps.

### L’évêque de Vaison

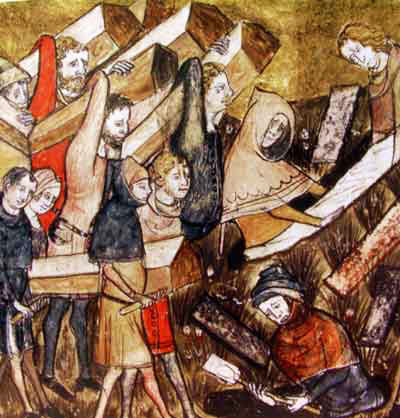
Victimes de la peste, Chronique de Gilles Li Muisis. Bibliothèque royale de Belgique, MS 13076-77, f. 24v.

En 1339, Pierre de Casa revint à Limoges pour présider un nouveau chapitre auquel participèrent quinze provinciaux et deux vicaires provinciaux. Le prieur général fut reconduit dans ses fonctions. Benoît XII, qui avait condamné la vision béatifique de son prédécesseur dès son élection, voulut l’avoir auprès de lui et le nomma en 1341 évêque de Vaison-la-Romaine, siège laissé vacant par Rathier de Miremont. Dès lors, Pierre de Casa quitta sa charge pour rejoindre Avignon et prendre possession de son évêché.

### Le patriarche de Jérusalem
Un an plus tard, le 7 mai 1342, Pierre Roger fut élu pape et prit le nom de Clément VI. Le nouveau Souverain Pontife, qui l’aimait, connaissait son érudition et révérait ses vertus, éleva son compatriote au patriarcat de Jérusalem en 1345. 
Une grande carrière ecclésiastique s’ouvrait devant ce prélat et nul ne doutait que le carme de Limoges serait de la prochaine promotion cardinalice. Mais la mort rodait. Pierre de Casa fut victime de la Peste Noire. On sait qu’il trépassa le 3 août 1348 après avoir testé le 1er juillet de cette même année. Il légua sa riche bibliothèque à cinq couvents carmélitains, fit des dons à ceux de Limoges et de Pernes-les-Fontaines,  quant à son neveu, Denis de Mazerolles, il se vit octroyer 150 florins pour continuer ses études. 
La tradition historique situe son tombeau dans l’abside de la cathédrale Notre-Dame de Nazareth de Vaison. 